# Aleksandar Gojković
Aleksandar Gojković (in serbo Александар Гојковић?; Kraljevo, 10 agosto 1988) è un calciatore serbo, difensore del Budućnost Konarevo.

## Carriera

### Club
Il 21 gennaio 2018 viene acquistato a titolo definitivo dalla squadra greca del Larissa.